# Max (gruppo musicale)
Le MAX sono un gruppo musicale femminile giapponese. Il nome è l'acronimo di "Musical Active eXperience". I membri originali delle MAX hanno fatto il loro debutto musicale nei Super Monkey, insieme alla cantante Namie Amuro. Si sono ramificate da sole nel 1995, diventando star a pieno titolo con la vendita di diversi milioni di album e una serie di singoli, che si sono piazzati nella top 20 giapponese dal 1996 al 2000. La loro cantante, Minako Inoue, detta Mina, ha lasciato il gruppo nel 2002 a causa di una gravidanza ed è stata sostituita da Aki Maeda, che ha assunto il nome d'arte Aki. Aki ha lasciato il gruppo nell'agosto 2008 per intraprendere la carriera da solista. Mina è tornato nel gruppo il 28 ottobre 2008, inaugurando il ritorno del gruppo nella scena musicale, che era in pausa di due anni. Dal loro debutto, le MAX hanno venduto oltre dieci milioni di dischi.

## Formazione
- Nanako Takushi, detta Nana
- Ritsuko Matsuda, detta Lina
- Reina MIyauchi, detta Reina
- Minako Inoue

## Discografia

### Album in studio
- 1996: Maximum
- 1997: Maximum II
- 1998: Maximum Groove
- 2001: Emotional History
- 2006: Jewel of Jewels

### Altri album
- 1999: Maximum Collection
- 2000: Super Eurobeat presents Hyper Euro Max
- 2002: Precious Collection 1995–2002
- 2002: Maximum Trance
- 2008: New Edition: Maximum Hits
- 2010: Be MAX

### Singoli
- 1997: "Give Me a Shake"